# Peter Neve
Peter Neve (født ca. 1684, død januar 1740 i Christiania) var en dansk stiftamtmand.
Han var søn af etatsråd Johan Neve, blev student 1701, kancellist og kopist i Tyske Kancelli 1710, sekretær sammesteds 1712, kancelliråd sammesteds 1716, justitsråd 1718, kancelliforvalter i Danske Kancelli 1720, maître des requêtes i januar 1728 og i april samme år etatsråd. 1730 fik han, uagtet han ikke skal have været velset af kong Christian VI, det netop oprettede embede som gehejmeekspeditionssekretær, der atter nedlagdes ved hans afgang; som sådan havde han bl.a. at parafere alle fra kongen udgående breve. 1731 blev han nobiliteret og udnævntes 1735 til stiftamtmand i Lolland-Falsters Stift, hvorfra han 1737 forflyttedes i samme egenskab til Christiania (Akershus Stift), hvor han allerede afgik ved døden i januar 1740, 56 år og 8 dage gammel.
Neve blev 30. november 1713 gift med Maren Norup, enke efter en formuende handelsmand på Bragernæs, Niels Pedersen Moss (død 1709). Hun flyttede efter Neves død tilbage til Nykøbing Falster, hvor hun afgik ved døden 20. august 1757 og efterlod anselige midler, hvoriblandt Færder Fyr i Christianiafjorden. Med sønnen, major Johan Neve (1714-1780) uddøde igen den adlede slægt.